# Cactuswinterkoning
De cactuswinterkoning (Campylorhynchus brunneicapillus) is een vogel uit de familie der winterkoningen (Troglodytidae).

## Kenmerken
Het verenkleed van deze vogel is aan de onderzijde zandkleurig met donkerbruine vlekken, aan de bovenzijde donkerbruin met lichte strepen. De lichaamslengte bedraagt 20 cm.

## Leefwijze
Zijn voedsel bestaat uit insecten en andere ongewervelde diertjes.

## Voortplanting
Het bolvormig nest heeft een tunnelingang aan de zijkant en is gebouwd in een cactus of doornstruik. Daarin legt het vrouwtje twee tot tien gespikkelde, witte eieren.

## Verspreiding en leefgebied
Deze soort komt voor in Noord-Amerika, van Nevada tot Mexico in dorre en droge streken en telt zeven ondersoorten:
- C. b. sandiegensis: zuidwestelijk Californië en noordwestelijk Baja California.
- C. b. bryanti: noordelijk Baja California.
- C. b. affinis: zuidelijk Baja California.
- C. b. seri: Tiburón in de Golf van Californië.
- C. b. couesi: de inlandse zuidwestelijke en zuidelijk-centrale Verenigde Staten en noordelijk Mexico.
- C. b. brunneicapillus: van Sonora tot Sinaloa.
- C. b. guttatus: centraal Mexico.